# Campeonato Pernambucano de Futebol de 2021 - Série A2
O Campeonato Pernambucano de Futebol - Série A2 de 2021, foi a 28ª edição da segunda divisão de futebol profissional entre clubes de futebol do estado de Pernambuco desde 1995. O campeão e o vice-campeão do torneio, garantiram vagas para disputar o Campeonato Pernambucano de Futebol de 2022.
Mais uma vez, o campeonato seria disputado com todos os jogos de portões fechados, mas com o avanço da vacinação e tendo em vista o cenário da pandemia de COVID-19 em Pernambuco o governo do estado anúncio no dia 23 de setembro a volta do público aos estádios pernambucanos. Os clubes também foram obrigados a apresentar testes para Covid-19 na semana da primeira rodada.
Pela primeira vez, o campeonato teve transmissão em TV aberta, com jogos ao vivo na TV Pernambuco, emissora pública vinculada ao Governo de Pernambuco.
Na Capital do Agreste, no Antônio Inácio, o novato Caruaru City empatou em 0 a 0 com o América-PE e garantiu acesso à elite pernambucana em 2022. Foi a primeira vez que o Leopardo disputou a competição e já chegou à elite local. E com direito ao título da competição.
O outro time que conquistou o acesso foi o Íbis, Após 22 anos o time voltará a jogar a primeira divisão do futebol pernambucano. Em jogo com confusão no fim e diversas reviravoltas, o Pássaro Preto deixou a vitória (e o título) escapar nos acréscimos, mas carimbou o acesso ao empatar em 2 a 2 com o Petrolina, no Estádio Paulo Coelho.

## Formato e Regulamento

### Regulamento
A Federação Pernambucana de Futebol (FPF) promoveu, nesta terça-feira (06 de julho), no salão nobre da entidade, a reunião que definiu os últimos detalhes para a realização do Campeonato Pernambucano Série A2 2021. Ao todo, 14 equipes disputarão a competição, com jogos entre: 4 de setembro á novembro.
Além das equipes, esteve em pauta o modelo de disputa do campeonato, que terá o total de 60 (sessenta) jogos e três fases. Por se tratar de um processo democrático, os representantes dos clubes optaram por grupos regionalizados nas duas primeiras etapas; 1ª fase - as 14 equipes serão divididas em dois grupos com 7 (sete) equipes cada e se enfrentam em jogos somente de ida dentro da sua chave, com as quatros melhores de cada grupo se classificando para a próxima fase; 2ª fase - as 8 (oito) equipes classificados formam um Octogonal e se enfrentam em jogos somente de ida (o critério adotado para quem faz mais partidas em casa será a campanha na primeira fase) , com as quatros melhores de cada grupo se classificando para a próxima fase; 3ª fase - as 6 (seis) equipes classificados formam um quadrangular e se enfrentam em jogos somente de ida (o critério adotado para quem faz mais partidas em casa será a campanha na primeira fase) , os dois primeiros colocados disputaram o Campeonato Pernambucano de Futebol de 2022. Por consequência, o lidar dessa fase será declarado campeão.
O Regulamento Específico da Competição (REC), assim como a Tabela Básica, serão publicados até esta sexta-feira (09 de julho), no site oficial da Federação Pernambucana de Futebol (FPF).

### Formato
- Primeira fase: (fase de grupos) - 14 equipes distribuídas em 2 (dois) grupos com 7 (sete) equipes cada (jogos somente de ida dentro da sua chave), com as quatro melhores de cada grupo se classificando.
- Segunda fase: (dois quadrangular) - 8 equipes distribuídas em 2 (dois) quadrangulares com 4 (quatro) equipes cada (jogos somente de ida dentro da sua chave), com as duas melhores de cada grupo se classificando.
- Terceira fase: (quadrangular final) - 4 equipes distribuídas em grupo único (jogos somente de ida (o critério adotado para quem faz mais partidas em casa será a campanha nas fases anteriores)). Os dois primeiros colocados disputarão o Campeonato Pernambucano de Futebol de 2022. Por consequência, o líder dessa fase será declarado campeão.

## Critérios de Desempate
Na 1ª e 2ª Fase sempre que duas ou mais equipes estiverem em igualdade de pontos,  os critérios de desempates devem ser aplicados na seguinte ordem:
1. Número de vitórias
2. Saldo de gols
3. Gols marcados
4. Número de cartões vermelhos
5. Número de cartões amarelos
6. Sorteio público

## Equipes Participantes
| Equipe                                     | Cidade                   | Em 2020 | Estádio (Mando)    | Capacidade | Títulos (Último) | Part.     |
| ------------------------------------------ | ------------------------ | ------- | ------------------ | ---------- | ---------------- | --------- |
| 1º de Maio Esporte Clube                   | Petrolina                | 13°     | Paulo Coelho       | 5 000      | 0 (não possui)   | 15        |
| América Futebol Clube                      | Recife                   | 7°      | Ademir Cunha       | 12 000     | 0 (não possui)   | 12        |
| Clube Atlético Pernambucano                | Carpina                  | ND      | Paulo Petribú      | 5 000      | 0 (não possui)   | 7         |
| Barreiros Futebol Clube                    | Barreiros                | ND      | Luiz Brito de Melo | 5 000      | 0 (não possui)   | 4         |
| Associação Desportiva Cabense              | Cabo de Santo Agostinho  | 11°     | Gileno de Carli    | 2 000      | 0 (não possui)   | 16        |
| Caruaru City Sport Club                    | Caruaru                  | ND      | Antônio Inácio     | 6 000      | 0 (não possui)   | Estreante |
| Centro Limoeirense de Futebol              | Limoeiro                 | 3°      | Varedão            | 3 500      | 0 (não possui)   | 22        |
| Ferroviário Esporte Clube do Cabo          | Cabo de Santo Agostinho  | 10°     | Gileno de Carli    | 2 000      | 0 (não possui)   | 17        |
| Íbis Sport Club                            | Paulista                 | 4°      | Ademir Cunha       | 12 000     | 0 (não possui)   | 25        |
| Ipojuca Atlético Clube                     | Ipojuca                  | 9°      | Antônio Dourado    | 3 000      | 0 (não possui)   | 5         |
| Pesqueira Futebol Clube                    | Pesqueira                | ND      | Joaquim de Brito   | 2 200      | 0 (não possui)   | 8         |
| Petrolina Social Futebol Clube             | Petrolina                | 9° (A1) | Paulo Coelho       | 5 000      | 0 (não possui)   | 8         |
| Serrano Futebol Clube                      | Serra Talhada            | ND      | Vianão             | 1 735      | 0 (não possui)   | 8         |
| Sociedade Esportiva Ypiranga Futebol Clube | Santa Cruz do Capibaribe | 6°      | Limeirão           | 5 039      | 1 (em 2004)      | 9         |

## Primeira Fase
|  | Equipes classificadas para à segunda fase |
|  | Equipes eliminadas na primeira fase       |

### Grupo A
| Pos | Equipes               | Pts | J | V | E | D | GP | GC | SG  | %  | DF      |
| --- | --------------------- | --- | - | - | - | - | -- | -- | --- | -- | ------- |
| 1   | América-PE            | 11  | 6 | 3 | 2 | 1 | 8  | 4  | +4  | 61 | 2       |
| 2   | Íbis                  | 11  | 6 | 3 | 2 | 1 | 7  | 3  | +4  | 61 | 1       |
| 3   | Ipojuca               | 11  | 6 | 3 | 2 | 1 | 6  | 3  | +3  | 61 | 1       |
| 4   | Atlético Pernambucano | 8   | 6 | 2 | 2 | 2 | 7  | 5  | +2  | 44 | 2       |
| 5   | Ferroviário do Cabo   | 8   | 6 | 2 | 2 | 2 | 7  | 5  | +2  | 44 | 3       |
| 6   | Centro Limoeirense    | 7   | 6 | 2 | 1 | 3 | 7  | 6  | +1  | 39 | 1       |
| 7   | Cabense               | 1   | 6 | 0 | 1 | 5 | 4  | 20 | –16 | 6  | Estável |

|                       | AME | CAP | CAB | CLF | FCA | IBI | IPJ |
| --------------------- | --- | --- | --- | --- | --- | --- | --- |
| América-PE            | –   | –   | 4–1 | –   | 2–0 | –   | 1–1 |
| Atlético Pernambucano | 0–1 | –   | 1–1 | –   | –   | –   | 1–1 |
| Cabense               | –   | –   | –   | 2–5 | 0–5 | 0–3 | –   |
| Centro Limoeirense    | 2–0 | 0–2 | –   | –   | –   | 0–1 | –   |
| Ferroviário do Cabo   | –   | 0–2 | –   | 0–0 | –   | 1–1 | –   |
| Íbis                  | 0–0 | 2–1 | –   | –   | –   | –   | 0–1 |
| Ipojuca               | –   | –   | 2–0 | 1–0 | 0–1 | –   | –   |

| Vitória do mandante | Vitória do visitante | Empate |

### Grupo B
| Pos | Equipes      | Pts | J | V | E | D | GP | GC | SG  | %  | DF      |
| --- | ------------ | --- | - | - | - | - | -- | -- | --- | -- | ------- |
| 1   | 1° de Maio   | 12  | 6 | 3 | 3 | 0 | 13 | 6  | +7  | 67 | 3       |
| 2   | Ypiranga-PE  | 11  | 6 | 3 | 2 | 1 | 11 | 3  | +8  | 61 | Estável |
| 3   | Petrolina    | 11  | 6 | 3 | 2 | 1 | 12 | 5  | +7  | 61 | 2       |
| 4   | Caruaru City | 11  | 6 | 3 | 2 | 1 | 10 | 3  | +7  | 61 | 1       |
| 5   | Barreiros    | 10  | 6 | 3 | 1 | 2 | 9  | 4  | +5  | 56 | Estável |
| 6   | Pesqueira    | 1   | 6 | 0 | 1 | 5 | 3  | 16 | –13 | 6  | Estável |
| 7   | Serrano-PE   | 1   | 6 | 0 | 1 | 5 | 2  | 23 | –21 | 6  | Estável |

|              | MAI | BAR | CCI | PES | PET | SFC | YPI |
| ------------ | --- | --- | --- | --- | --- | --- | --- |
| 1° de Maio   | –   | –   | –   | –   | 1–1 | 6–1 | 2–1 |
| Barreiros    | 1–1 | –   | –   | 3–0 | –   | 3–0 | –   |
| Caruaru City | 1–1 | 0–1 | –   | 3–1 | –   | –   | –   |
| Pesqueira    | 1–2 | –   | –   | –   | –   | 1–1 | 0–2 |
| Petrolina    | –   | 2–1 | 0–2 | 5–0 | –   | –   | –   |
| Serrano-PE   | –   | –   | 0–4 | –   | 0–3 | –   | 0–6 |
| Ypiranga-PE  | –   | 1–0 | 0–0 | –   | 1–1 | –   | –   |

| Vitória do mandante | Vitória do visitante | Empate |

## Segunda Fase
|  | Equipes classificadas para o Quadrangular final |
|  | Equipes eliminadas na segunda fase              |

### Grupo C
| Pos | Equipes      | Pts | J | V | E | D | GP | GC | SG | %  | DF      |
| --- | ------------ | --- | - | - | - | - | -- | -- | -- | -- | ------- |
| 1   | Caruaru City | 5   | 3 | 1 | 2 | 0 | 4  | 3  | +1 | 56 | Estável |
| 2   | América-PE   | 4   | 3 | 1 | 1 | 1 | 3  | 3  | 0  | 44 | 2       |
| 3   | Ypiranga-PE  | 3   | 3 | 0 | 3 | 0 | 2  | 2  | 0  | 33 | 1       |
| 4   | Ipojuca      | 2   | 3 | 0 | 1 | 2 | 1  | 2  | –1 | 22 | 1       |

|              | AME | CCI | IPJ | YPI |
| ------------ | --- | --- | --- | --- |
| América-PE   | –   | –   | 1–0 | 1–1 |
| Caruaru City | 2–1 | –   | –   | –   |
| Ipojuca      | –   | 1–1 | –   | –   |
| Ypiranga-PE  | –   | 1–1 | 0–0 | –   |

| Vitória do mandante | Vitória do visitante | Empate |

### Grupo D
| Pos | Equipes               | Pts | J | V | E | D | GP | GC | SG | %   | DF      |
| --- | --------------------- | --- | - | - | - | - | -- | -- | -- | --- | ------- |
| 1   | Petrolina             | 9   | 3 | 3 | 0 | 0 | 3  | 0  | +3 | 100 | Estável |
| 2   | Íbis                  | 6   | 3 | 2 | 0 | 1 | 4  | 2  | +2 | 67  | Estável |
| 3   | 1° de Maio            | 1   | 3 | 0 | 1 | 2 | 1  | 3  | –2 | 11  | Estável |
| 4   | Atlético Pernambucano | 1   | 3 | 0 | 1 | 2 | 2  | 5  | –3 | 11  | Estável |

|                       | MAI | CAP | IBI | PET |
| --------------------- | --- | --- | --- | --- |
| 1° de Maio            | –   | –   | 0–1 | 0–1 |
| Atlético Pernambucano | 1–1 | –   | –   | –   |
| Íbis                  | –   | 3–1 | –   | 0–1 |
| Petrolina             | –   | 1–0 | –   | –   |

| Vitória do mandante | Vitória do visitante | Empate |

## Quadrangular Final
|  | Campeão e classificado para o Campeonato Pernambucano de Futebol de 2022      |
|  | Vice-campeão e classificado para o Campeonato Pernambucano de Futebol de 2022 |
|  | Equipes eliminadas no quadrangular                                            |

| Pos | Equipes      | Pts | J | V | E | D | GP | GC | SG | %  | DF      |
| --- | ------------ | --- | - | - | - | - | -- | -- | -- | -- | ------- |
| 1   | Caruaru City | 5   | 3 | 1 | 2 | 0 | 3  | 1  | +2 | 56 | Estável |
| 2   | Íbis         | 5   | 3 | 1 | 2 | 0 | 4  | 3  | +1 | 56 | Estável |
| 3   | Petrolina    | 4   | 3 | 1 | 1 | 1 | 4  | 5  | –1 | 44 | Estável |
| 4   | América-PE   | 1   | 3 | 0 | 1 | 2 | 1  | 3  | –2 | 11 | Estável |

|              | AME | CCI | IBI | PET |
| ------------ | --- | --- | --- | --- |
| América-PE   | –   | –   | 0–1 | –   |
| Caruaru City | 0–0 | –   | –   | 2–0 |
| Íbis         | –   | 1–1 | –   | –   |
| Petrolina    | 2–1 | –   | 2–2 | –   |

| Vitória do mandante | Vitória do visitante | Empate |

## Premiação
| Campeonato Pernambucano de Futebol de 2021 - série A2 |
| ----------------------------------------------------- |
| Caruaru City Sport Club Campeão (1.° título)          |

| Vice-campeão: | Terceiro colocado: | Quarto colocado: | Artilheiro:                                          |
| ------------- | ------------------ | ---------------- | ---------------------------------------------------- |
| Íbis          | Petrolina          | América-PE       | Júlio Carpegianne (Petrolina) Kelven (Íbis) – 6 gols |

## Artilharia
Atualizado em  14 de novembro de 2021.
| Pos. | Jogador           | Equipe                | Gols |
| ---- | ----------------- | --------------------- | ---- |
| 1º   | Júlio Carpegianne | Petrolina             | 6    |
| 1º   | Kelven            | Íbis                  | 6    |
| 2º   | Candinho          | Caruaru City          | 5    |
| 2º   | Lucas Santos      | 1° de Maio            | 5    |
| 2º   | Diogo Peixoto     | Ypiranga-PE           | 5    |
| 3º   | Everton Usina     | Centro Limoeirense    | 4    |
| 3º   | Otávio            | Atlético Pernambucano | 4    |
| 3º   | Peu               | Ipojuca               | 4    |

### Hat-trick
| Jogador          | Clube               | Adversário | Placar  | Data           | Ref.                 |
| ---------------- | ------------------- | ---------- | ------- | -------------- | -------------------- |
| Diogo Peixoto    | Ypiranga-PE         | Serrano-PE | 6–0 (F) | 7 de setembro  | [ 19 ] [ 20 ] [ 21 ] |
| Caio César       | Ferroviário do Cabo | Cabense    | 5–0 (F) | 25 de setembro | [ 22 ]               |
| Edson Pernambuco | Centro Limoeirense  | Cabense    | 2–5 (F) | 9 de outubro   | [ 23 ]               |

### Poker-trick
| Jogador      | Clube      | Adversário | Placar  | Data           | Ref.          |
| ------------ | ---------- | ---------- | ------- | -------------- | ------------- |
| Lucas Santos | 1° de Maio | Serrano-PE | 6–1 (C) | 26 de setembro | [ 24 ] [ 25 ] |

## Públicos
Com o avanço da vacinação e tendo em vista o cenário da pandemia de COVID-19 no Brasil, o Governo de Pernambuco em conjunto com Federação Pernambucana de Futebol divulgou no dia 23 de setembro de 2021 um protocolo para retorno do público aos estádios pernambucanos, seguindo uma série de medidas e usando a chamada "taxa de normalidade" para definir quando e como esse retorno aconteceria.:
| Nº | Público | Mandante     | Placar | Visitante | Estádio                      | Local   | Data          | Etapa              | Rodada |
| -- | ------- | ------------ | ------ | --------- | ---------------------------- | ------- | ------------- | ------------------ | ------ |
| 1  | 582     | Caruaru City | 2–0    | Petrolina | Antônio Inácio               | Caruaru | 31 de outubro | Quadrangular final | 1ª     |
| 2  | 290     | Caruaru City | 0–1    | Barreiros | Estádio Luiz José de Lacerda | Caruaru | 9 de outubro  | Primeira Fase      | 6ª     |

## Mudança de Técnicos
| Clube               | Antecessor          | Motivo    | Data           | Última partida                     | Etapa         | Rod | Pos              | Sucessor                           | Ref.          |
| ------------------- | ------------------- | --------- | -------------- | ---------------------------------- | ------------- | --- | ---------------- | ---------------------------------- | ------------- |
| Serrano-PE          | Adeílson dos Santos | Demitido  | 29 de setembro | 1° de Maio 6–1 Serrano-PE          | Primeira Fase | 4ª  | 7º lugar (Gr. B) | Dedeco Recife                      | [ 28 ] [ 29 ] |
| Ferroviário do Cabo | Alexandre Lima      | Resignado | 29 de setembro | Cabense 0–5 Ferroviário do Cabo    | Primeira Fase | 4ª  | 1º lugar (Gr. B) | Artur Leonard                      | [ 30 ] [ 31 ] |
| 1° de Maio          | Hélio Miranda       | Resignado | 2 de outubro   | 1° de Maio 6–1 Ferroviário do Cabo | Primeira Fase | 4ª  | 4º lugar (Gr. B) | Nildo (jogador-treinador interino) | [ 32 ] [ 33 ] |

## Ver Também
- Campeonato Pernambucano de Futebol de 2021
- Copa do Nordeste de Futebol de 2021
- Futebol do Nordeste do Brasil